# Machete Empire Records
Machete Empire Records ist ein italienisches Independent-Label mit Sitz in Mailand, spezialisiert auf Hip-Hop. Es wurde 2012 von Salmo, DJ Slait, Enigma und Hell Raton gegründet. Aus dem Umfeld des Labels formiert sich das Kollektiv Machete Crew.

## Geschichte
Am 5. Dezember 2010 begründete der Rapper Salmo in Olbia das Kollektiv Machete Crew. Die zugehörige Produktion wurde zunächst unter dem Namen Machete Production betrieben; im Sommer 2012 ging daraus schließlich das Label Machete Empire Records hervor. Die ersten Publikationen waren das Machete Mixtape und das Bloody Vinyl Mixtape, worauf die Gründer des Labels (Enigma, Salmo, El Raton und DJ Slait) sowie MadMan und Nitro zu hören waren. Am Ende des Jahres gelang mit dem Machete Mixtape Vol II auch ein erster kommerzieller Erfolg. An diesem Album waren neben der Machete Crew auch bekannte Beatmaker wie Fritz da Cat und Belzebass sowie Rapper wie Bassi Maestro, Jack the Smoker, Clementino, Mezzosangue, Rocco Hunt und Gemitaiz beteiligt. 2013 erschienen bei Machete Empire Records die erste Solo-EP von Enigma, Rebus EP, sowie das erste Soloalbum von Nitro, Danger. 2014 folgten Enigmas Debütalbum Foga und Salmos viertes Studioalbum. Im September 2014 erschien das Machete Mixtape III, das die Spitze der italienischen Kompilationencharts erreichte. Dem Mixtape gingen zwei Lieder von Salmo voraus, La bestia in me und Venice Beach, sowie Non sopporto von Nitro, Salmo und Jack the Smoker.
Die Mitglieder der Crew veröffentlichten nach dem dritten Mixtape jeweils eigene Soloprojekte. 2015 erschienen die Alben Suicidol von Nitro, Hellvisback von Salmo und Jack uccide von Jack the Smoker. Die Zusammensetzung der Crew veränderte sich währenddessen mehrfach, so traten Enigma und Kill Mauri aus, während Axos und Dani Faiv neu dazustießen. Im Jahr 2017 erschienen bei Machete Zzala von Lazza, The Waiter von Dani Faiv und Anima Mea von Axos. 2018 folgten No Comment von Nitro, Fruit Joint von Dani Faiv sowie Salmos nächstes Album Playlist. Im Februar 2019 veröffentlichte Lazza sein Album Re Mida und im weiteren Verlauf des Jahres begann die Machete Crew, an ihrem vierten Mixtape zu arbeiten (fünf Jahre nach Teil drei). An Machete Mixtape 4 waren neben der gesamten Crew auch Fabri Fibra, Marracash, Gemitaiz, Ghali, Izi und Tedua beteiligt. In der Woche nach dem Erscheinen erreichte es die Spitze der italienischen Albumcharts.

## Veröffentlichungen derMachete Crew
- 2012 – Machete Crew – Machete Mixtape
- 2012 – Machete Crew – Machete Mixtape Vol II

| Jahr | Titel Musiklabel                  | Höchstplatzierung, Gesamtwochen, AuszeichnungChartplatzierungen (Jahr, Titel, Musiklabel, Platzierungen, Wochen, Auszeichnungen, Anmerkungen) | Höchstplatzierung, Gesamtwochen, AuszeichnungChartplatzierungen (Jahr, Titel, Musiklabel, Platzierungen, Wochen, Auszeichnungen, Anmerkungen) | Anmerkungen                                                                                        |
| Jahr | Titel Musiklabel                  | IT | CH | Anmerkungen                                                                                        |
| ---- | --------------------------------- | --- | --- | -------------------------------------------------------------------------------------------------- |
| 2014 | Machete Mixtape Vol. 3 Sony       | IT1 Platin · (31 Wo.)IT | — | Erstveröffentlichung: 23. September 2014 Verkäufe: + 50.000 Platzierung in den Kompilationencharts |
| 2015 | Machete Mixtape Gold Edition Sony | IT2 (26 Wo.)IT | — | Erstveröffentlichung: 30. Oktober 2015 Platzierung in den Kompilationencharts                      |
| 2019 | Machete Mixtape 4 Sony            | IT1 ×4Vierfachplatin · (202 Wo.)IT | CH18 (3 Wo.)CH | Erstveröffentlichung: 5. Juli 2019 Verkäufe: + 200.000                                             |
| 2021 | Cantera Machete, Vol. I Sony      | IT70 (1 Wo.)IT | — | Erstveröffentlichung: 10. September 2021                                                           |

## Übrige Diskografie

### Alben
- 2013 – Nitro – Danger
- 2014 – Enigma – Foga
- 2014 – Dope D.O.D. – Master Xploder
- 2014 – Rasty Kilo – Molotov
- 2015 – Menhir – Abissi
- 2015 – Nitro – Suicidol
- 2015 – Kill Mauri – Nato per vincere
- 2015 – Pepito Rella – Ultimatum
- 2016 – Salmo – Hellvisback
- 2016 – Jack the Smoker – Jack uccide
- 2017 – Lazza – Zzala
- 2017 – Dani Faiv – The Waiter
- 2018 – Nitro – No Comment
- 2018 – Dani Faiv – Fruit Joint
- 2018 – Salmo – Playlist
- 2019 – Dani Faiv – Fruit Joint + Gusto
- 2019 – Lazza – Re Mida

### EPs
- 2013 – Enigma – Rebus
- 2013 – The Strangers – Mosh It EP
- 2014 – El Raton – Rattopsy EP
- 2015 – Dope D.O.D. – The Ugly EP
- 2016 – Riky – Everest
- 2017 – Axos – Anima mea

### Mixtapes
- 2012 – DJ Slait – Bloody Vinyl Mixtape
- 2013 – Primo – Rap nelle mani volume 3
- 2013 – This Is Disease – This Is Fast. This Is Loud. This Is Disease
- 2013 – The Strangers – Fight Club Music Mixtape
- 2013 – Jack the Smoker – Smokin' Room Mixtape Vol. 1
- 2013 – Denny the Cool – Toxic Flower
- 2013 – TNS & Tormento – Sorry We're Full
- 2014 – Strage – Bestseller
- 2015 – Kill Mauri – Paranoid Mixtape
- 2015 – Rasty Kilo – Favelas Mixtape
- 2015 – DJ Slait – BV2
- 2015 – Enigma – Dedalo
- 2015 – Kill Mauri – Buonanotte Giacomino vol. 4
- 2017 – DJ Slait & Kalibandulu – Digital Jungle Mixtape
- 2020 – Slait, Tha Supreme, Low Kidd & Young Miles – Bloody Vinyl 3

## Belege
1. ↑  Machete: compie 10 anni la factory di Salmo. In: Rockol.it. 8. Dezember 2020, abgerufen am 19. Dezember 2020 (italienisch).
2. ↑  Machete Empire Records. Machete Productions, 3. Dezember 2012, archiviert vom Original am 27. Januar 2016; abgerufen am 7. Januar 2016.
3. ↑  “Machete Mixtape Vol. III” OUT 23/09/14. Machete Empire Records, 8. September 2014, archiviert vom Original am 11. September 2014; abgerufen am 9. September 2014.
4. ↑  La bestia in me: è firmato Salmo il primo estratto dal Machete Mixtape Vol 3. Machete Empire Records, 5. August 2014, archiviert vom Original am 8. August 2014; abgerufen am 6. August 2014.
5. ↑  Machete Mixtape 4: il trionfo del futuro. In: Rockit.it. 6. Juli 2019, abgerufen am 12. Juli 2019 (italienisch).
6. ↑  Top of the Music History. FIMI, abgerufen am 13. Februar 2023.
7. ↑  Machete in der Schweizer Hitparade
8. 1 2  Certificazioni. FIMI, abgerufen am 25. März 2025 (italienisch).